# Graziella Sciutti
Graziella Sciutti (Turim, 17 de Abril de 1927 — Gênova, 9 de Abril de 2001) foi uma soprano lírico-leggero italiana.
Sciutti tornou-se renomada por suas interpretações de personagens “soubrettes” das óperas de Mozart e chamada de "A Maria Callas do Pequeno La Scala", como Susanna e Despina, e talvez especialmente por sua interpretação de Zerlina em 1959, na gravação de Don Giovanni, com a Orquestra Philharmonia sob a direção de Carlo Maria Giulini, com Joan Sutherland, Elisabeth Schwarzkopf, Giuseppe Taddei e outros.
Estudou em Roma, na Accademia di Santa Cecilia, e fez sua estreia em Aix-en-Provence, em 1951. Apresentou-se como Rosina em Il Barbiere di Siviglia, de Rossini, em 1954. Depois apresentou-se em Londres (Royal Opera House), em Salzburgo, Viena e San Francisco.
Anos depois ela voltou sua atenção para lecionar e produzir óperas. Produziu La Voix humaine, de Poulenc, em Glyndebourne (1977), e L'elisir d'amore, de Gaetano Donizetti, na Royal Opera House; em 1985, A Flauta Mágica, de Mozart, em Coblença. Lecionou em Londres, no Royal College of Music.
Esteve no Brasil em julho de 1981 onde deu aulas de Canto no Festival de Inverno de Campos do Jordão.
Também deu recitais de canto e piano nesse mesmo mês em Campos do Jordão e em São Paulo SP. Um ou mais de um desses recitais foram gravados pela TV Cultura de São Paulo.
Nos recitais de canto e piano foi acompanhada pelo pianista Miguel Proença.